# 沓切坂

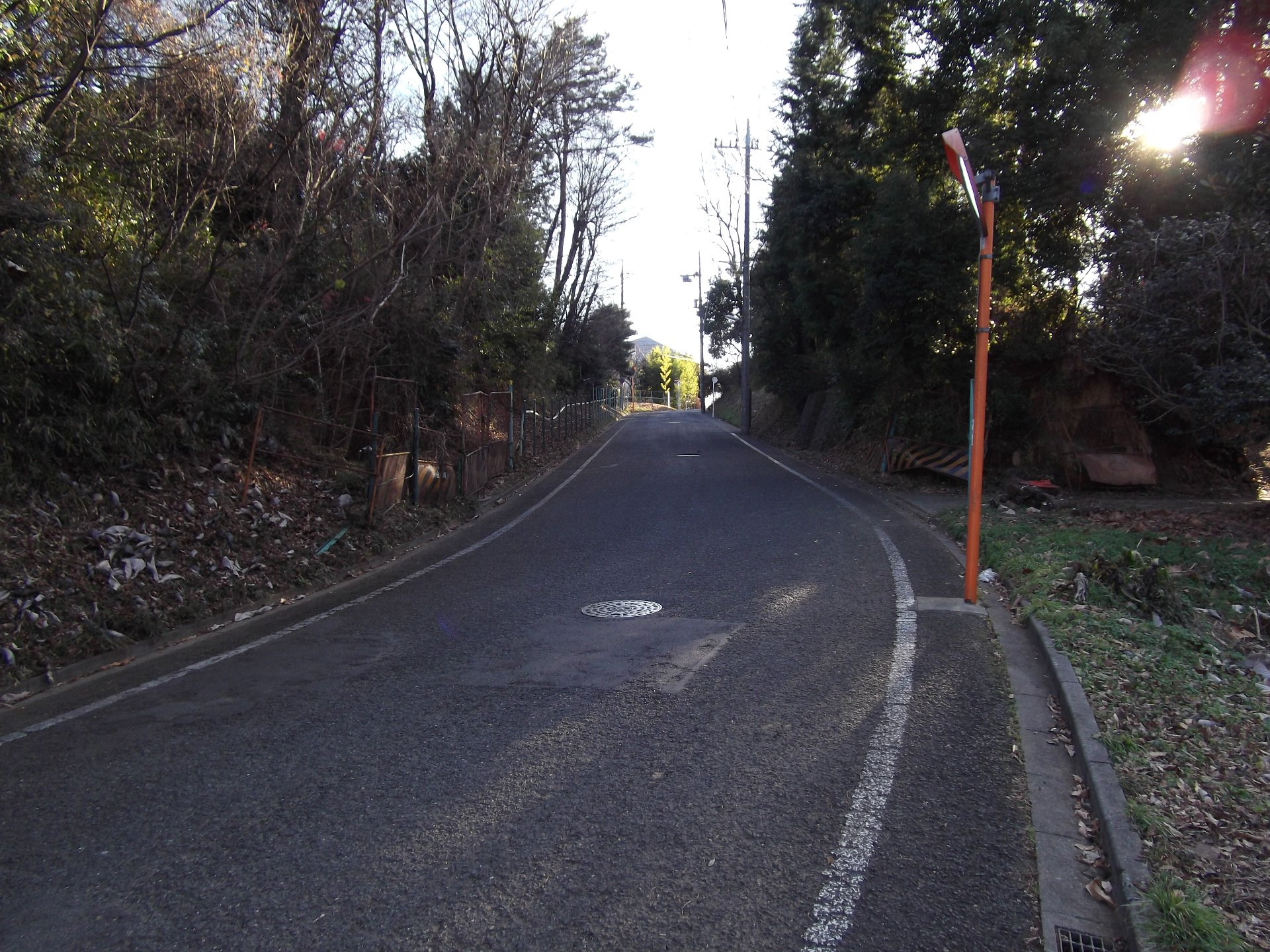
沓切坂。坂下より

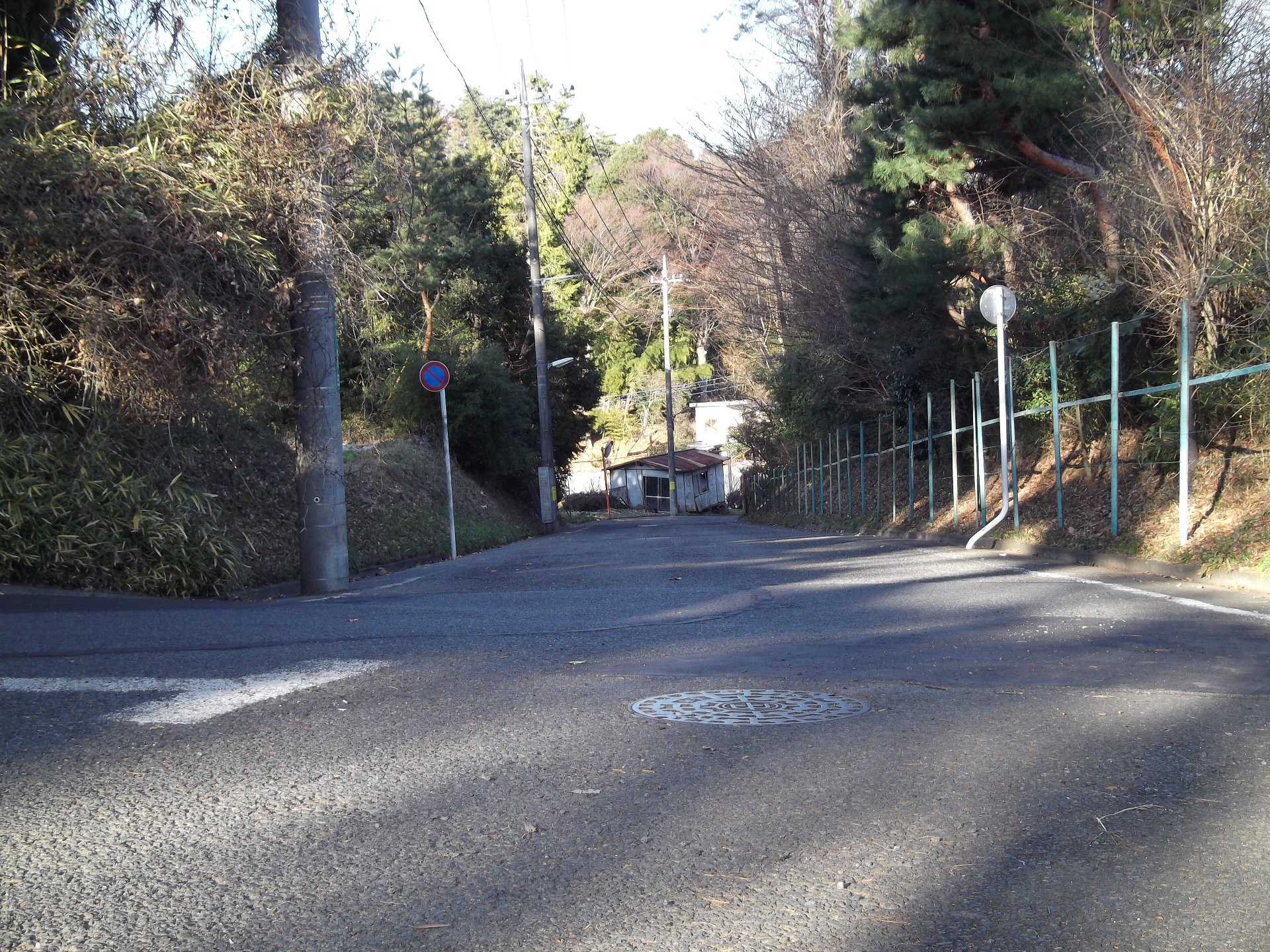
沓切坂。坂上より

沓切坂（くつきりざか）は東京都多摩市関戸6丁目にある坂である。新田氏に纏わる史跡のひとつであり、『江戸名所図会』にもその名が見える。

## 歴史・概要

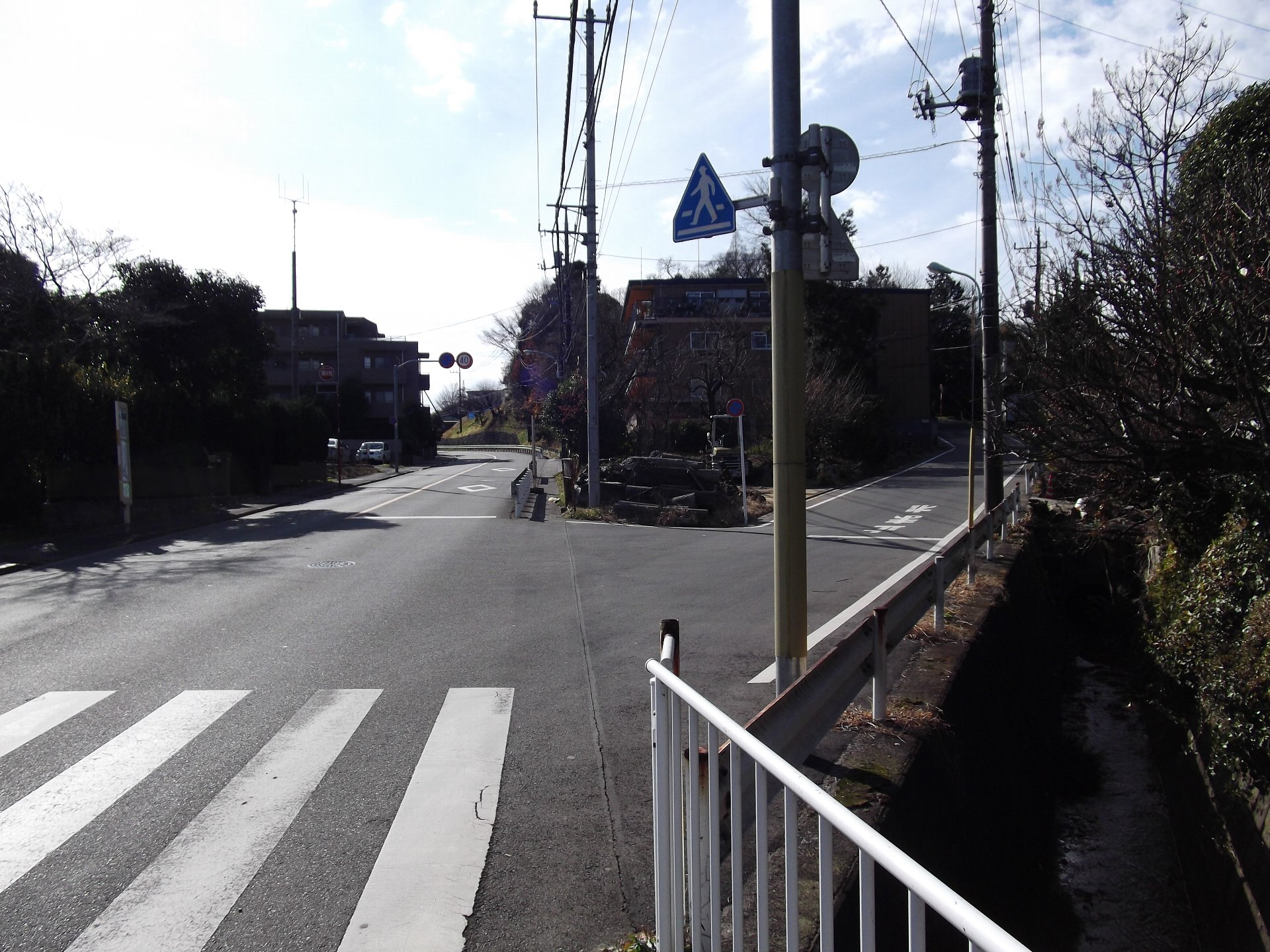
京王バスのバス停「坂下」付近。左の道が1902年開通の旧鎌倉街道、右の道が沓切坂へと続く古道

旧鎌倉街道の坂下バス停付近から旧関戸公民館方面に上る古道を沓切坂という。かつては幅2メートル程の急坂の砂利道であったが、1973年に拡張・改修工事が行われ、坂の傾斜もやや緩やかになった。このため、往時の面影は薄い。
現在の道が古い道筋を踏襲したものかどうかは定かではなく、元多摩市議会議員・同市議会議長の酒井宗一郎は、その著書『多摩市の郷土史』の中で、「本古道は現在の道よりももっと東側の崖上にあったと伝えられているが判らない」と述べている。また、岡崎清記『今昔 東京の坂』では「現存しない坂」として紹介されている。

## 名称の由来
沓切坂の名称の由来には、主に2つの説がある。1つは新田義貞が1333年（元弘3年/正慶2年）、分倍河原の戦いの時に、この急坂を登るところで馬の沓が切れたことに由来するというもの。もう1つは新田義興が1352年（正平7年/観応3年）、鎌倉から足利尊氏を追った時に、この坂にかかったところで馬の沓を取り、裸馬を飛ばしたことに由来するというものである。多摩市の郷土資料には両説が併記されていることが多い。
関戸出身の文化人・相沢伴主が1819年（文政2年）から1836年（天保7年）にかけて著した『関戸旧記』とその草稿には次のように記されている。
『江戸名所図会』の「巻之三 天璣之部」には次のように記されている。

### 郷土史家の見解・地元の伝承
菊池山哉は、「沓切坂は急坂なので、馬の沓が切れるので名づけられたと称し…」と述べるにとどまっている。関戸在住の男性（大正8年生まれ）は、パルテノン多摩編『関戸合戦』の中で、沓切坂の道は尾根を切り開いて造られたものと語り、「沓切りか、口切りか、どっちかのことだな」と語っている。

## 伝説・芝居
1840年（天保11年）に書き写された古記録『両和田村古今鏡』によれば、江戸時代初期の頃、上和田の領主・山中七左衛門が沓切坂で闇討ちに遭って殺害されたという。この出来事は村中を騒がせ、やがて「和田騒動」という芝居になった。

## 論考
府中市郷土の森博物館副館長の小野一之は、パルテノン多摩編『関戸合戦』の中で、『太平記』をベースにして創られた伝説地として沓切坂、白明坂（府中市武蔵台・北山町）、浅間山（府中市浅間町・若松町）、松連寺（日野市百草）などを挙げ、「当地が『太平記』に描かれる古戦場だったという認識を前提に、塚や丘やその他いろいろな視覚的に映る事物が総動員されて、『太平記』の小劇場がパノラマとして作られているのである」と述べている。

## 企画展
2006年11月30日から2007年3月12日まで、パルテノン多摩歴史ミュージアムにて企画展『多摩ニュータウン・坂物語』が開催された。この企画展は多摩ニュータウン近辺の坂と人々とのかかわりを考えるというもので、会場では、沓切坂の名称の由来を紹介するパネルなどが展示されたほか、地図や由来が記された「さ・カード」が配布された。

### さ・カード
全10枚、はがき大。表面に所在地、地図、現在の様子を写した写真、裏面に由来、参考写真などの情報が記載されている。
- 沓切坂 - 裏面に参考として馬の沓の写真が掲載されている。
- 諏訪坂 - 馬引沢1丁目。連光寺から諏訪神社に至る道の途中にある。
- 長坂 - 鶴牧3丁目〜町田市小野路町。『新編武蔵風土記稿』にもその名がある[注 5]。
- 南の坂 - 諏訪3丁目。馬引沢の南に位置していたことから、その名が付いたといわれる。
- 別当坂 - 落合2丁目。「べーとのさか」と読む。名前の由来は小山田別当有重からきているという説と近隣にある東福寺が落合白山神社の別当寺であったことに由来するという二説が伝えられてきた。
- 山の婆坂 - 東寺方。坂名はこの坂の下に住んでいた老婆に因むといわれる。
- 極楽の坂 - 聖ヶ丘3・4丁目と諏訪4丁目の間。この近辺はかつて極楽と呼ばれていたという。
- 餅屋の坂 - 諏訪3丁目〜聖ヶ丘2丁目交差点付近。近隣に餅屋という屋号の家があったことから、その名が付いたといわれる。
- コロゲット坂 - 貝取。この坂の下には処刑場があったといわれ、引っ張られる罪人の姿がまるで転がるようだったと語り伝えられている。
- へっぴり坂 - 東寺方。坂を上るときに大きな屁をした者がいたことから、その名が付いたといわれる。

## 周辺
坂の中程まで上ると、右手に庚申塔への小さな階段が見えてくる。この庚申塔の型式は板状駒型で、銘文には「西念寺・三左ェ門・権右ェ門・伝兵衛・○兵衛・角左ェ門・惣右ェ門・佐五右ェ門・庄右ェ門」とある（○は判読不能）。坂を上りきると、直進か右の分岐になる。右手（市役所東会議室棟方面、旧関戸公民館裏）のケヤキの下には第六天を祀る祠があり、その向いに忠魂碑と石碑がある。直進すると左手に市役所東庁舎と第二庁舎があり、正面に市役所本庁舎が見えてくる。この辺り一帯は古市場（「ふるいちば」と読む）といい、室町時代末頃、市が開かれた所という。『関戸旧記』の「古市場之事」にも「右沓切坂ノ上ヲ、今、小名古市場ト云フ、古、市ノタチタル處ナルベシ」とある。一方、坂を下ると、京王バスのバス停「坂下」に出て、更に進むと、霞ノ関南木戸柵跡（東京都指定文化財）や熊野神社が左手に見えてくる。バス停「坂下」の停名は、沓切坂の下にあたることに由来する。

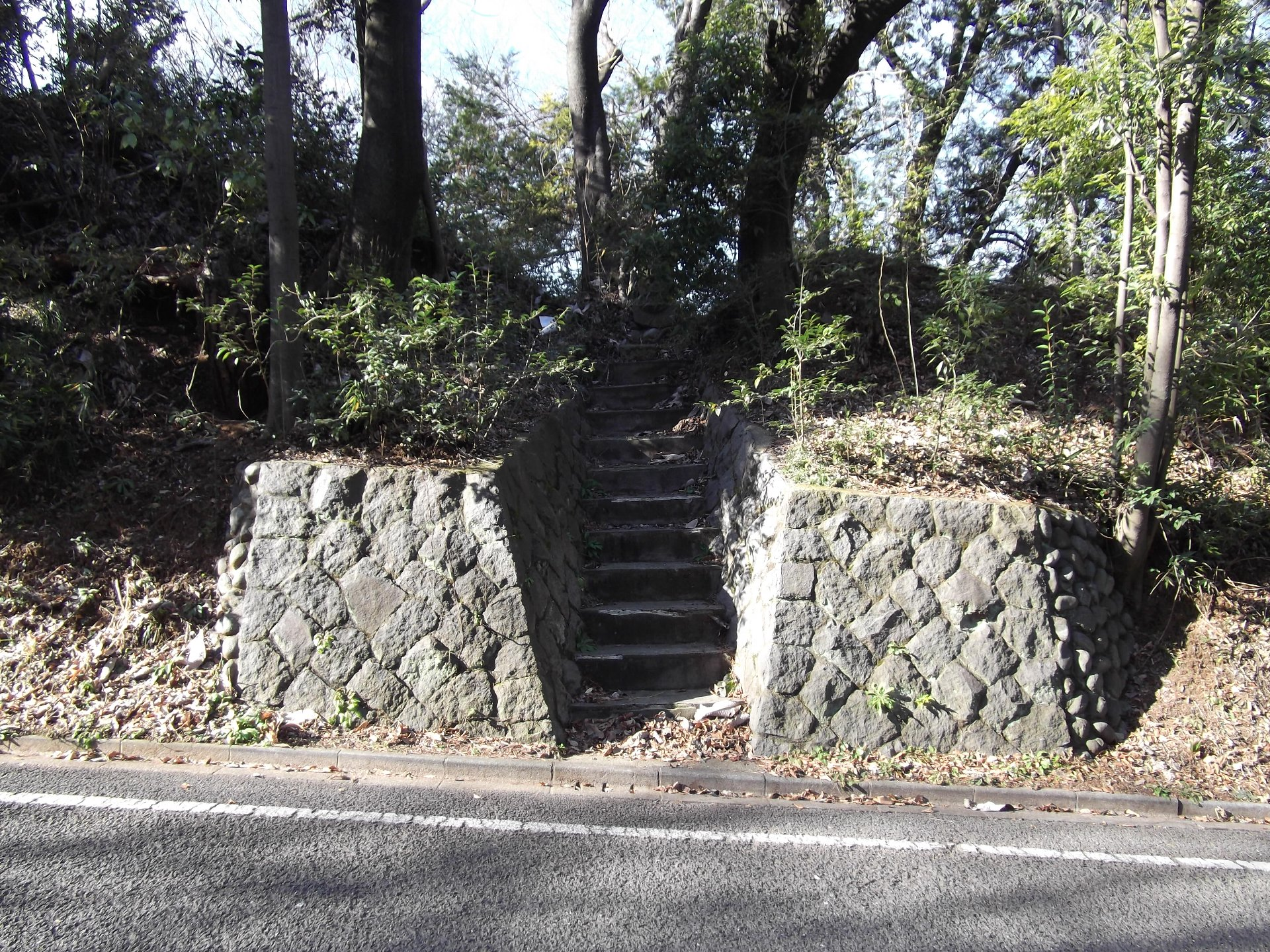
沓切坂の中程。庚申塔への小さな階段
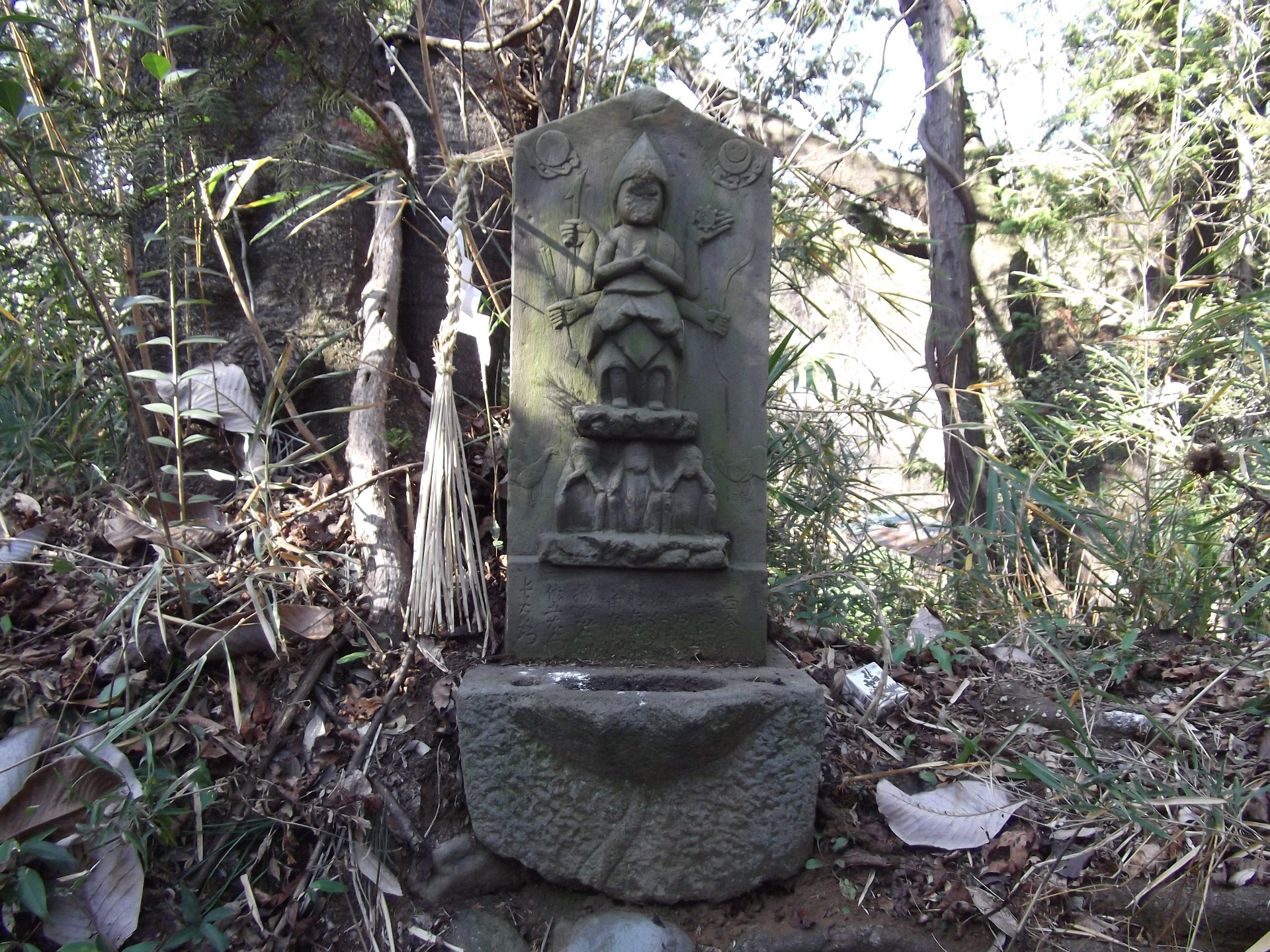
庚申塔。1673年造立
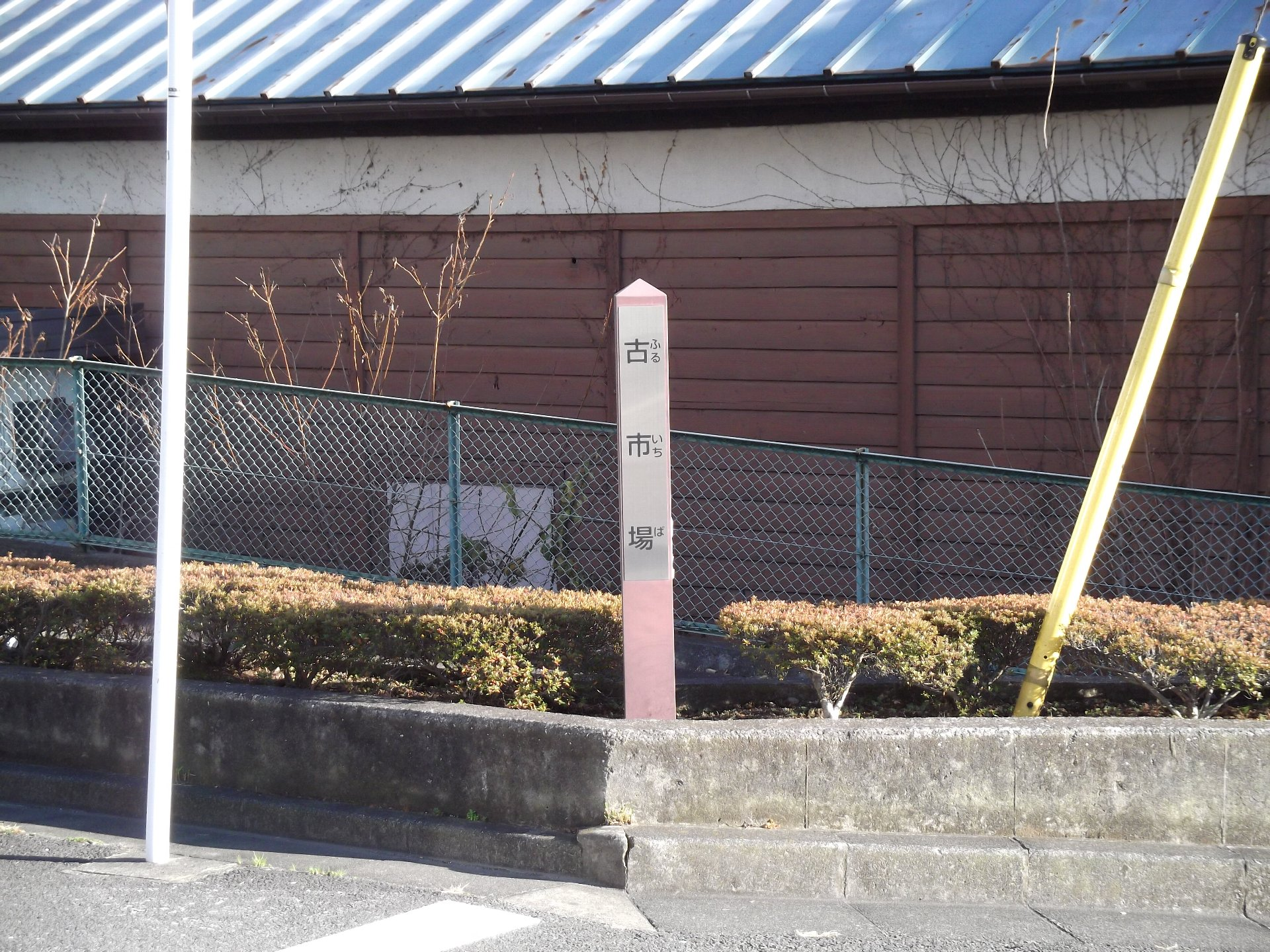
古市場跡の標識
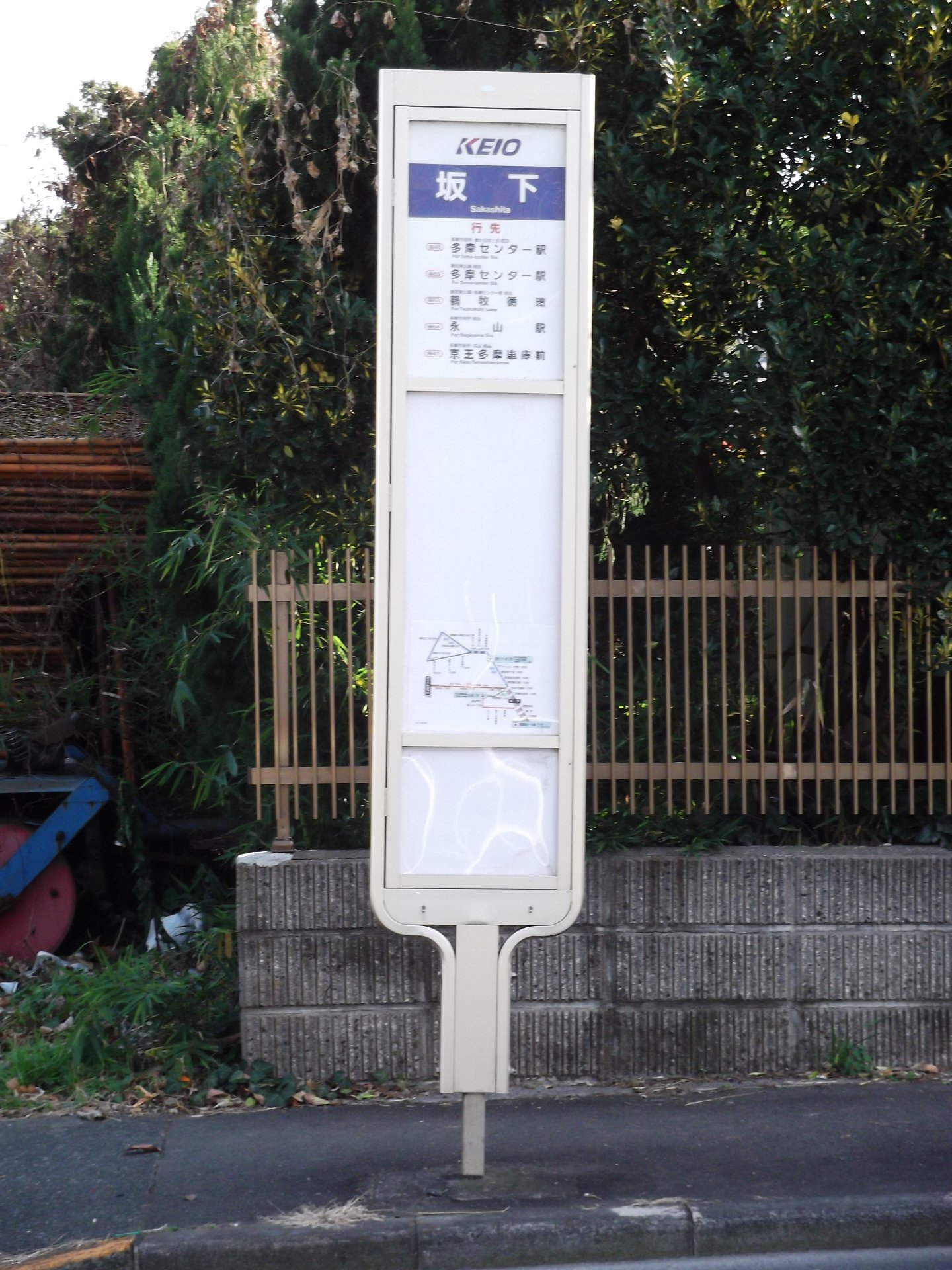
京王バスのバス停「坂下」

### 合戦関連伝承地

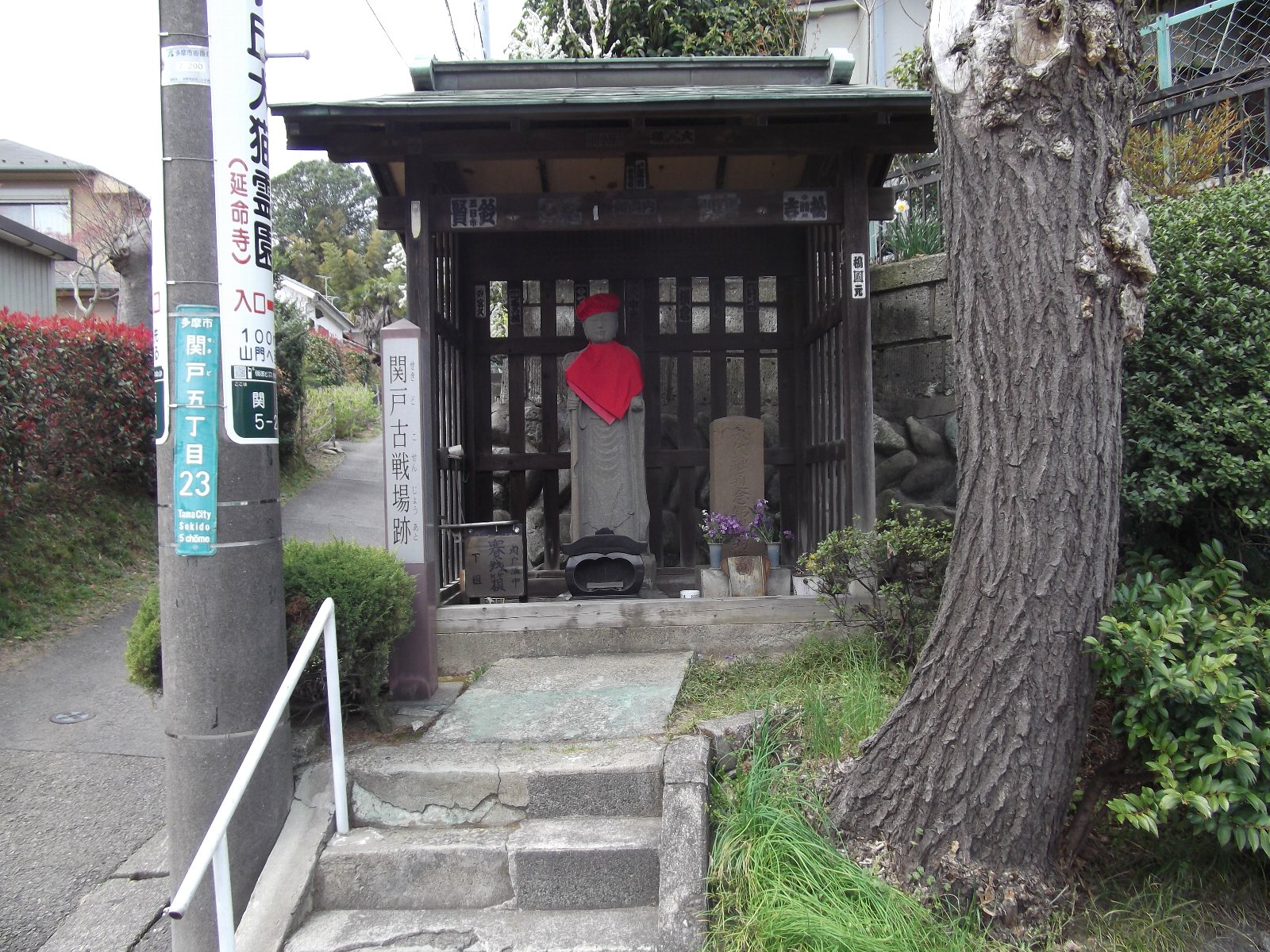
関戸古戦場跡

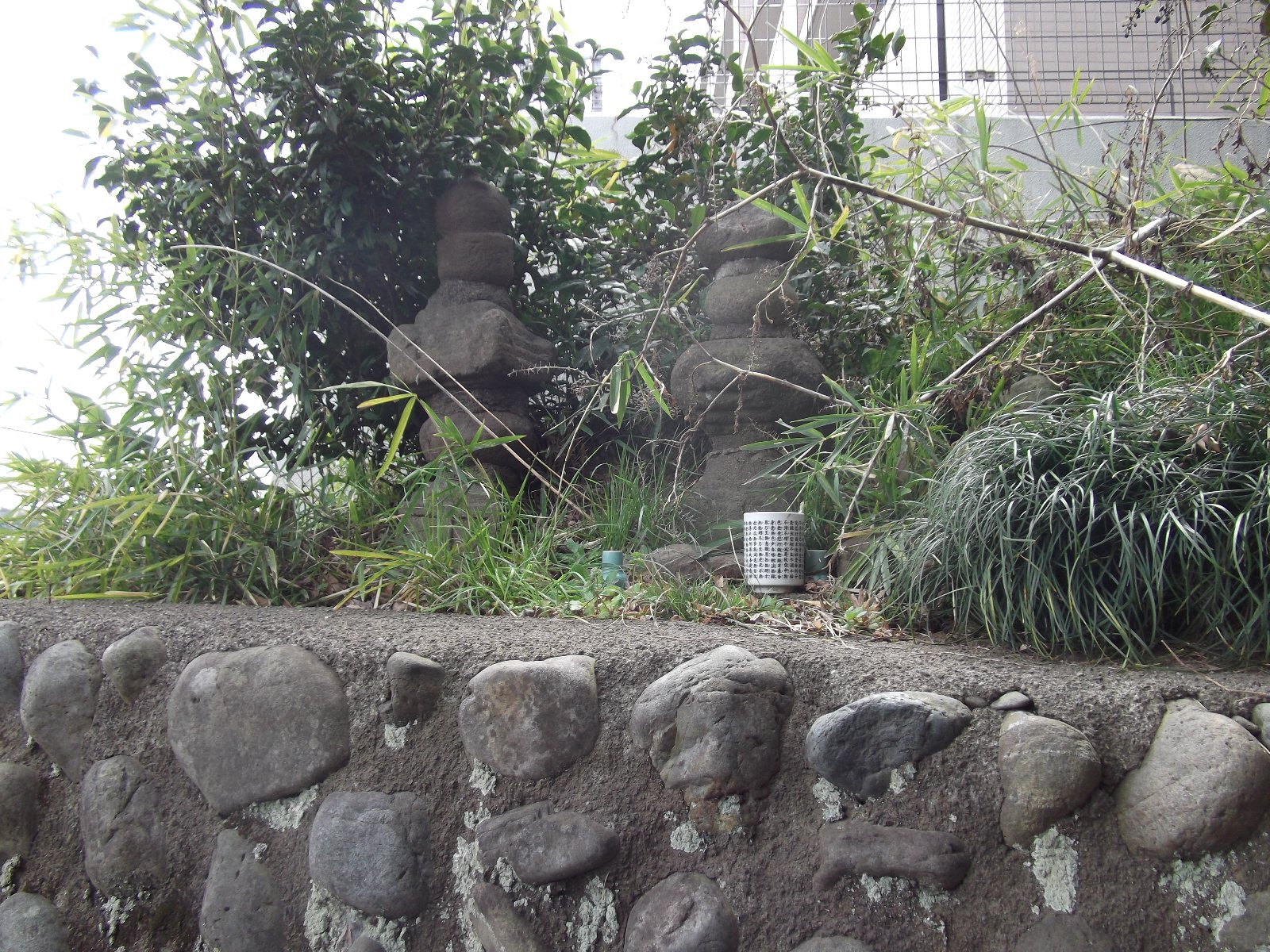
無縁仏

沓切坂の周辺には関戸・分倍河原合戦に関わる伝承地が複数存在する。
鐘懸松
徳ヶ谷戸にあった松。義貞が北条軍を攻めるときに陣鐘を取り付けて進軍・退却の合図をしたという説や、北条軍を追いやった義貞がそれまでの進軍の疲れを癒すために陣鐘を吊るして休息を取ったという説がある。なお、この鐘は乞田の吉祥院のものと伝えられている。
鞍懸松
琴平社境内にあった松。義貞が鞍を懸けたという伝説がある。
弦巻橋
乞田交差点付近を流れる小川に掛かる橋。義貞が弓の弦を外して小休止したとも、北条勢が弓弦を巻いて逃げたとも伝えられる。現在は暗渠化されている。
八郎塚
北条軍のしんがりを務めて戦死した横溝八郎の墓。関戸古戦場跡近くの個人宅の庭先にある。
入道塚
横溝らと共に戦死した北条軍の安保入道父子の墓。関戸5丁目の個人宅の庭先にある。
無縁仏
関戸合戦で戦死した無名戦士の墓と伝えられる石塔。京王バスのバス停「関戸」そばの石段の上にある。
笛吹峠
乞田（現・豊ヶ丘）の吉祥院の裏山を唐沢山といい、義興（義貞とする説もある）がこの山の尾根道を笛を吹きながら通ったことから、笛吹峠ともいう。
旗巻塚
関戸の小地名。北条軍が旗を巻いて後方に退却したところという伝説がある。
鞘井戸（三家井戸）
小野路町の小地名。義貞がこの水で刀を研いだという伝説がある。
どうよう塚
和田の伝承地名。雑兵の死体を寄せ集め、数か所に分散して埋めたという。

## 関連事業・行事
- 1988年5月15日、「多摩市史談会」の主催による見学会（第41回見学会、案内者・比留間一郎）が開催された。
- 2011年10月30日、多摩市市制施行40周年記念市民協働事業として、鎌倉時代の史跡を訪ね歩く『鎌倉街道「関戸・霞ノ関」まつり2011』が開催された。